# Вэш, Инари
Инари Вэш (англ. Inari Vachs), настоящее имя — Николь Верлинич (англ. Nicole Verlinich; род. 2 сентября 1974, Детройт, Мичиган) — американская порноактриса. Первые шаги в порнобизнесе Инари делала под руководством режиссёра Макса Хардкора. 
На 2012 год Инари Вэш снялась в 425 порнофильмах.

## Личная жизнь
Актриса располагает своим собственным домом в Сан-Франциско. Состоит в браке с музыкантом. Больше всего любит гольф, чтение, музыку и прогулки со своими домашними животными — кошками и собаками. Своим выбором способа зарабатывания на жизнь Инари полностью довольна.

## Награды
- 2000 XRCO Awards — Female Performer of the Year[5]
- 2000 XRCO Awards — Best Single Performance (Actress) for The Awakening[5]
- 2000 AVN Awards — Female Performer of the Year
- 2001 AVN Awards — Best Anal Sex Scene (Film) for Facade
- 2001 AVN Awards — Best Couples Sex Scene (Video) for West Side[6]
- 2001 XRCO Awards — Best Orgasmic Oralist[5]
- 2002 XRCO Awards — Best Girl-Girl Sex Scene for No Man’s Land 33[5]
- 2010 XRCO Hall of Fame[7]